# ناحیه آرکادا، میشیگان
ناحیه آرکادا (به انگلیسی: Arcada Township) یک منطقهٔ مسکونی در ایالات متحده آمریکا است که در شهرستان گراتیت، میشیگان واقع شده‌است.
 ناحیه آرکادا ۸۴٫۷ کیلومتر مربع مساحت و ۱٬۷۰۸ نفر جمعیت دارد و ۲۲۶ متر بالاتر از سطح دریا واقع شده‌است.